# Hanna Van de Voort

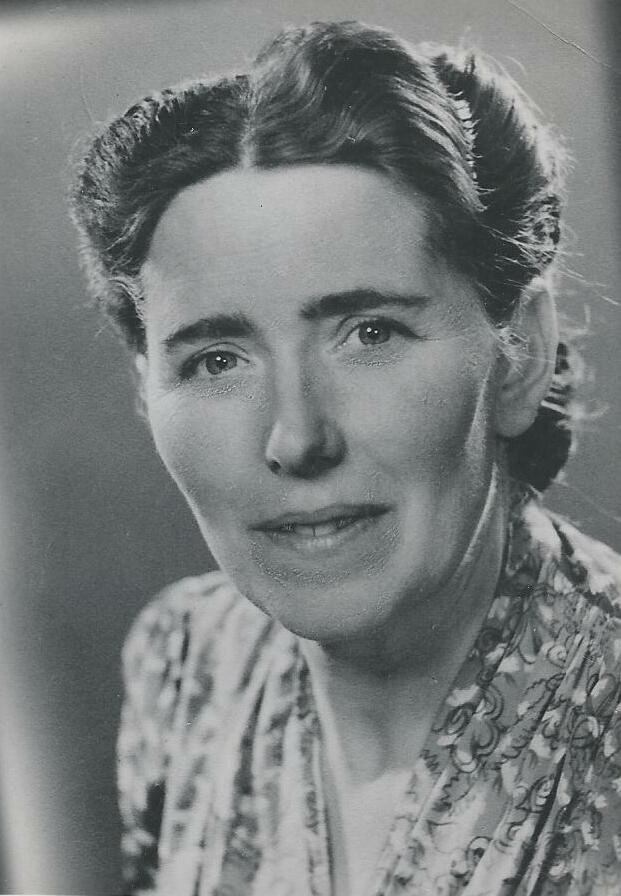
Hanna Van de Voort

Johanna Catharina Maria (Hanna) Van de Voort (Meerlo, 26 november 1904 - Utrecht, 26 juli 1956), ook bekend als tante Hanna, was een Nederlands verzetsstrijdster tijdens de Tweede Wereldoorlog. Ze heeft in oorlogsjaren samen met Nico Dohmen en Kurt Löwenstein meer dan honderd Joodse kinderen ondergebracht bij vele pleeggezinnen in Noord-Limburg en zo van deportatie en ondergang gered.

## Jeugd
Hanna Van de Voort werd in 1904 in de gemeente Meerlo geboren als dochter van Anselmus Theodorus (Anselm) Van de Voort, banketbakker, en Maria Katharina Hendrika (Marie) Everts.

## Oorlogsjaren

### 123 Joodse kinderen
Tijdens de Tweede Wereldoorlog was Hanna Van de Voort kraamverzorgster in het Limburgse Tienray. Aangemoedigd door haar moeder Marie bezorgde ze samen met de 22-jarige student Nico Dohmen en onderduiker Kurt Loewenstein tussen 1943 en 1944 123 Joodse kinderen een plaats om onder te duiken. Het ging voornamelijk om kinderen die werden weggesmokkeld uit de Hollandsche Schouwburg in Amsterdam, waar joden werden verzameld voor deportatie. De kinderen zijn bijna allemaal door de studentenverzetsgroep van Piet Meerburg weggesmokkeld.
De kinderen bleven doorgaans eerst enkele dagen bij Van de Voort thuis, waar ze les in de katholieke leer en onderricht over het stratenplan van Rotterdam kregen. Er werd duidelijk gemaakt, dat deze kinderen wees geworden waren door het bombardement op Rotterdam in 1940. Alle kinderen kregen een schuilnaam en een identiteitskaart van het Centraal Bureau voor Kinderuitzending uit het gebombardeerde Rotterdam. Na enkele dagen werden ze geplaatst bij boerenfamilies in de omgeving. De kinderen werden geregeld overgeplaatst naar nieuwe locaties als ze ontdekt dreigen te worden. 'Tante Hanna' en vooral 'Oom Nico' - zoals ze werden genoemd - bleven contact houden met de onderduikertjes en steunden ze door ze aan te moedigen om vol te houden. De pleegouders kregen een geldelijke vergoeding, kleding en schoeisel. De benodigde bonkaarten voor kleding en voedsel kwamen uit Amsterdam.

### Fransen en Amerikanen
Niet alleen voor Joodse kinderen kon een beroep gedaan worden op Hanna Van de Voort en Nico Dohmen, ook volwassenen wisten hen te vinden. De families Peres en Ratzker, in totaal met zeven personen, stonden onaangekondigd op de stoep. Ook diverse Franse krijgsgevangenen, die ontsnapt waren, klopten aan en werden via Sevenum naar België gebracht. Toen in de buurt van Melderslo een Amerikaanse bommenwerper neerstortte, kwamen Thomas Wilcox uit Ohio en Mac Neil uit New York nog dezelfde avond in huize Van de Voort. Zij waren per parachute neergekomen langs de spoorlijn, vier kilometer ten oosten van Melderslo. Nico Dohmen bracht hen naar een familie in Meerlo, waarna ze via een adres in Swolgen uiteindelijk in het klooster in Tienray terechtkwamen. Hier blijven de twee tot daags voor de bevrijding.

### Arrestatie
In de Groene Lantaarn, een café in Tienray, verbleef sinds 1942 Lucien Nahon uit Gulpen. Hij was controleur van de Nederlandse Landstand en was erachter gekomen waar de joodse kinderen ondergebracht waren. Nadat hij de gegevens aan de politiecommandant O. Couperus had doorgegeven, vond op 1 augustus 1944 een razzia plaats. Enkele hoofden van gezinnen, waar joodse kinderen ondergebracht waren, werden opgepakt. Hun verhaal kwam blijkbaar heel geloofwaardig over. Deze mannen gaven te kennen dat de kinderen inderdaad uit Rotterdam kwamen. Enkele kinderen werden meegenomen, vier van hen kwamen in 1944 in concentratiekamp Auschwitz om het leven: Floortje de Paauw (15-12-1933), Wim de Paauw (17-12-1934), Louis van Wezel (16-5-1936) en Dick van Wezel (6-3-1934). Rebecca (Beppie) Aldewereld, 18 jaar en levend onder de schuilnaam Truuske Smits werd ook opgepakt, maar overleefde de oorlog. Ook Hanna Van de Voort werd door de Duitsers gearresteerd en naar een cel in Vught gebracht.

### Marteling
Ze werd gemarteld om informatie te geven over het verzet, maar liet niets los. Na negen dagen werd ze vrijgelaten. Van de Voort hield er blijvende schade aan haar gezondheid aan over.

## Na de oorlog

### Album van Tienray
Na de oorlog verzamelde Mien van de Voort, een zus van Hanna, foto's van circa 50 kinderen, en vroeg de kinderen of hun pleegouders naar hun verhaal. Deze verhalen bundelde ze in een album dat ze aan haar zuster gaf. Het "album van Tienray" behoort sinds 1998 tot de collectie van het Verzetsmuseum in Amsterdam. Van 5 juni tot en met 28 september 2003 heeft het museum hier een speciale expositie aan gewijd.

### Overlijden
Hanna van de Voort overleed op 26 juli 1956.

### Reünie
Op initiatief van Fred Roodenburg, zelf ondergedoken geweest in Tienray, kwamen op 4 juni 2003 circa negentig kinderen en betrokken helpers voor het eerst in 60 jaar bij elkaar.

## Monument
Begin jaren 70 is in Tienray op het Hanna van de Voortplein een verzetsmonument geplaatst. Dit is in mei 1989 vervangen door een bronzen beeldengroep van drie kinderen die schuilen voor de regen. Het beeld is geplaatst op een voetstuk van beton. Bij het beeld staat een bronzen schaal waarin het vredesvuur ontstoken kan worden. Op het voetstuk van het beeld staat de tekst: Veel Joodse kinderen vonden hier bescherming tegen vervolging tijdens de Tweede Wereldoorlog. Het beeld staat symbool voor de 123 joodse kinderen die Hanna Van de Voort tijdens de Tweede Wereldoorlog onder haar hoede heeft genomen. Het is 2 meter hoog, 2 meter breed en 2 meter diep en is ontworpen door Elly van den Broek. In 1994 werd een plaquette op het voetstuk geplaatst. Alleen de plaquette herinnert nog aan het oude monument. Jaarlijks op 4 mei wordt bij dit monument stilgestaan bij slachtoffers van oorlogsgeweld.

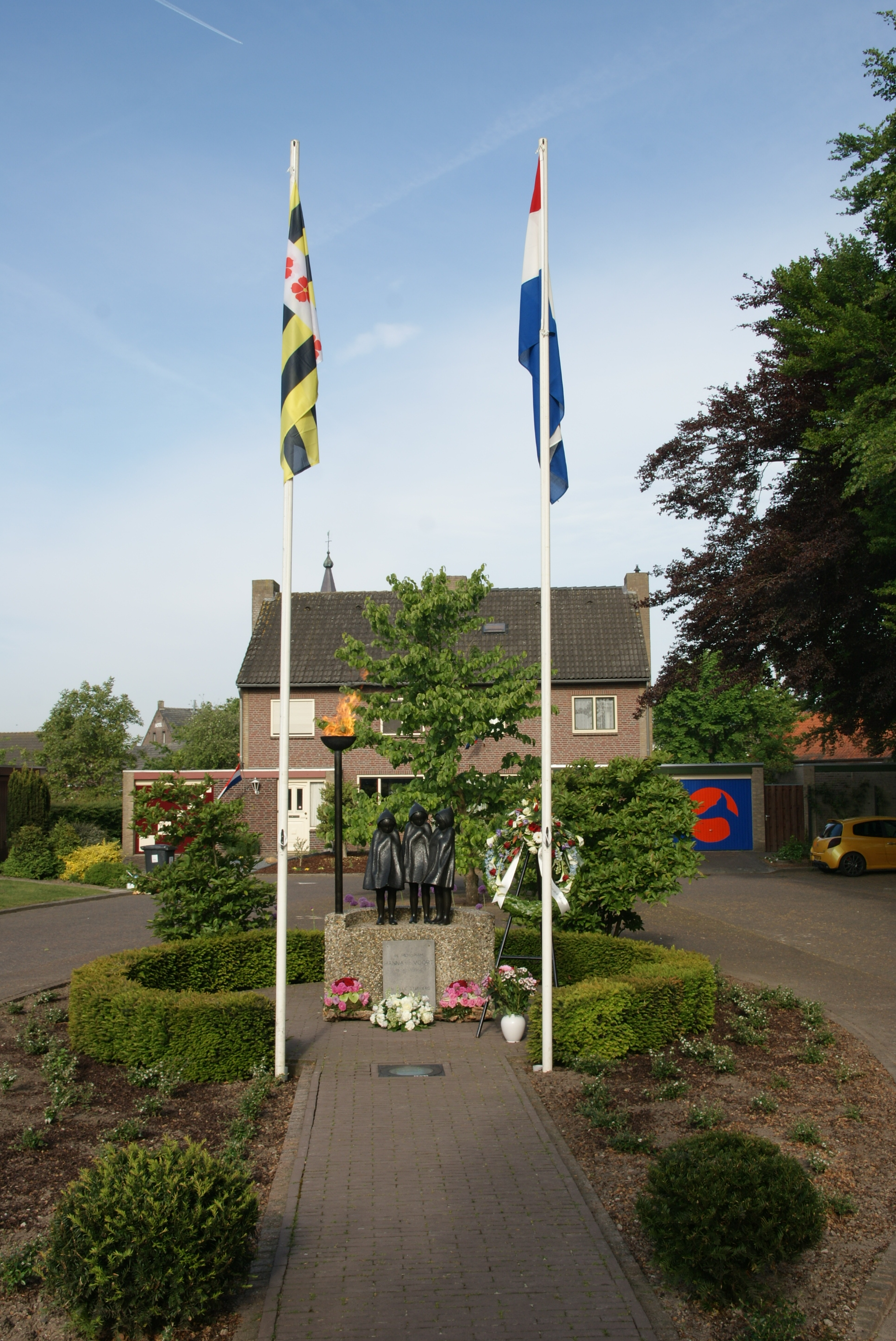
5 mei 2014
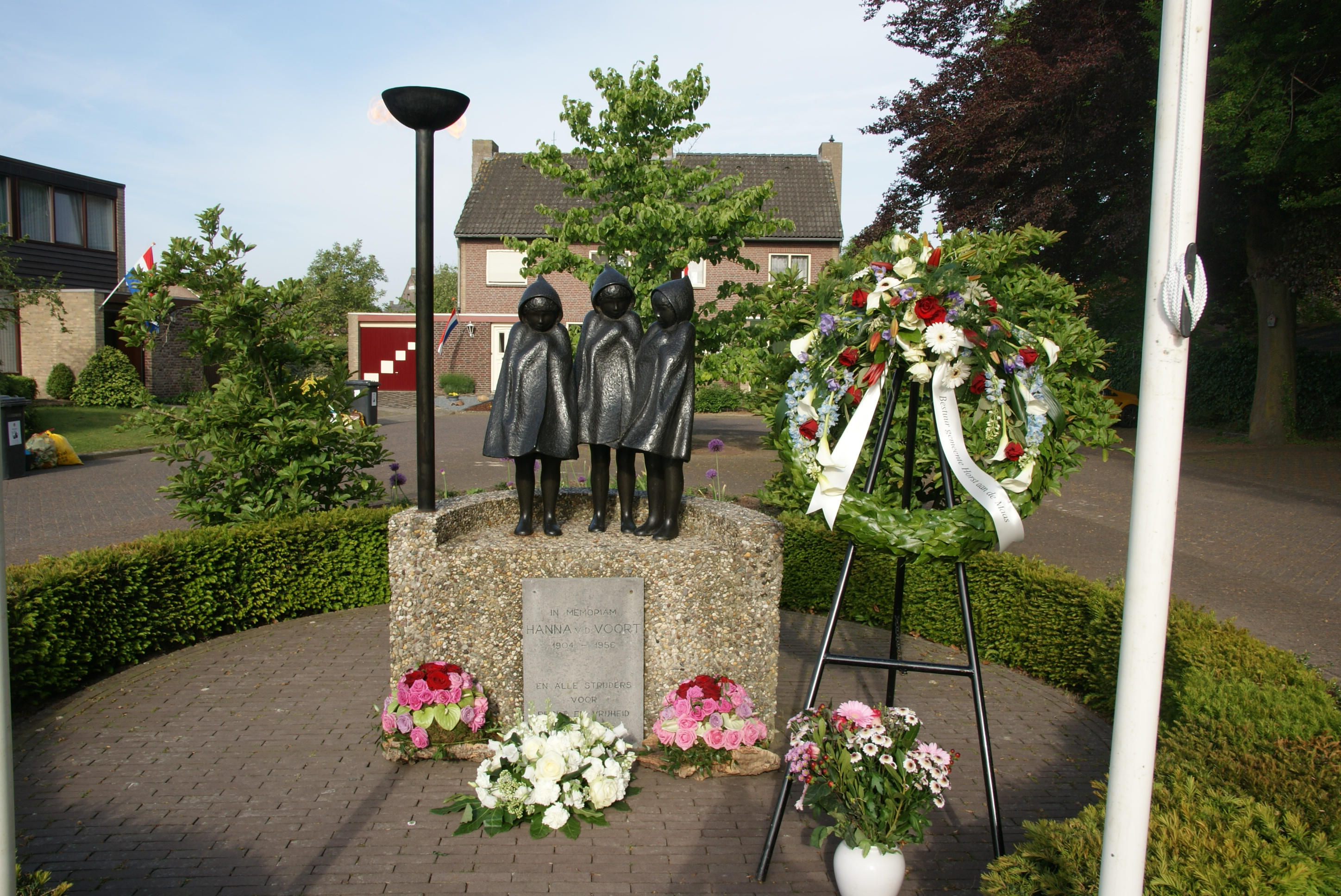
5 mei 2014
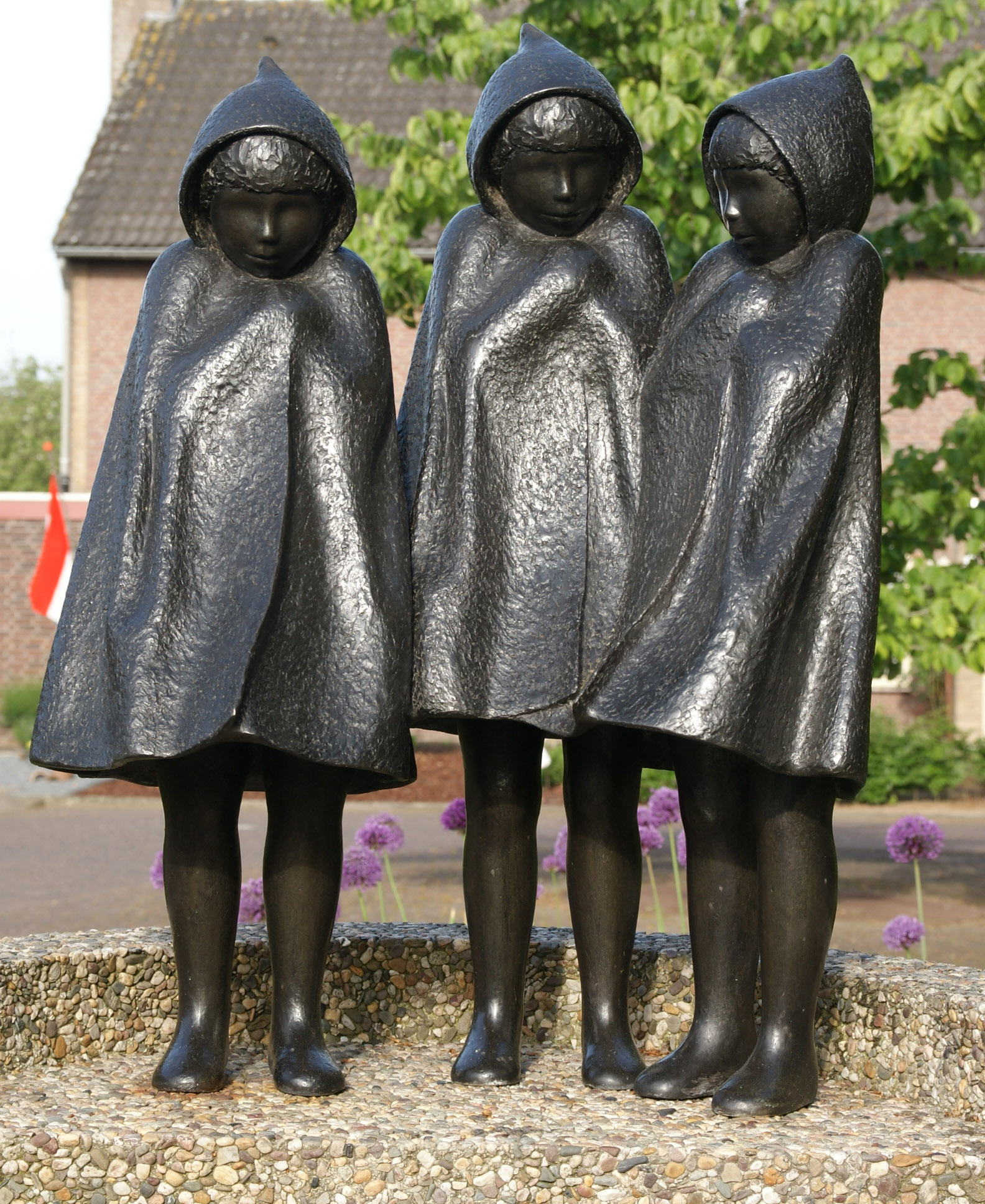
5 mei 2014
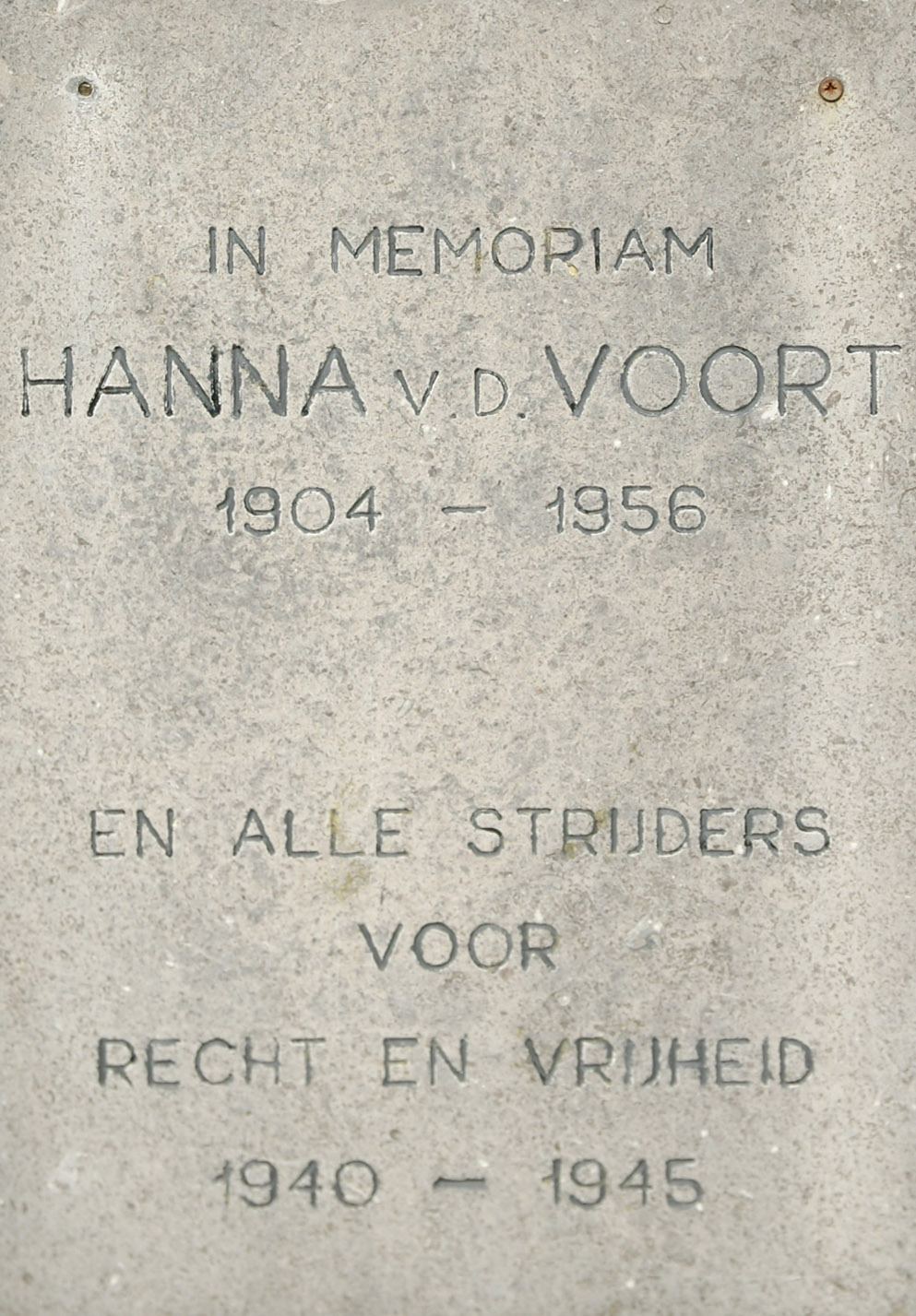
Plaquette van het oude monument

## Eerbetoon
- Hanna Van de Voort ontvangt in 1956 postuum een onderscheiding van de Israëlische Ambassadeur
- In 1957 wordt een plaquette op haar ouderlijk huis in Tienray geplaatst
- In 1971 wordt in Tienray een plein naar haar genoemd: het Hanna Van de Voortplein
- In 1987 wordt Hanna Van de Voort (postuum), net als Nico Dohmen geëerd met de Israëlische onderscheiding Yad Vashem. Voor hun werk in de oorlog worden beiden geëerd met de titel 'Rechtvaardigen onder de volken'
- In oktober 2006 eindigt Hanna Van de Voort in de top vijf van de verkiezing Grootste Limburger Aller Tijden